# Carly Fiorina
Carly Fiorina, född Cara Carleton Sneed den 6 september 1954 i Austin i Texas, är en amerikansk affärskvinna, företagsledare och republikansk politiker.

## Biografi
Fiorina avlade dubbla kandidatexamen (B.A.) i filosofi och historia vid Stanford University 1975. År 1976 påbörjade hon juristprogrammet på UCLA, men hoppade av efter en termin. Efter detta började hon arbeta inom telekomföretaget AT&T för att senare gå över till Lucent. Hon avlade en masterexamen i företagsekonomi (MBA) vid University of Maryland 1980. Sedan även en masterexamen i management vid Massachusetts Institute of Technology.
År 1999 tillträdde Fiorina som vd för teknikföretaget Hewlett-Packard. Hon blev då den första kvinnan att leda ett Fortune 100-företag. Hennes ledarstil var kontroversiell och 2005 tvingades hon att lämna tjänsten. År 2006 skrev hon självbiografin Tough Choices. Fiorina har suttit i styrelsen för bland annat Kellogg's, varit kommentator på Fox News Channel samt varit rådgivare åt John McCain under hans presidentkampanj i presidentvalet 2008.
Hon är gift med Frank och har två döttrar varav den ena är avliden.

## Politisk karriär
År 2010 kandiderade Fiorina till USA:s senat i Kalifornien, men förlorade mot demokraternas kandidat Barbara Boxer. Den 4 maj 2015 meddelade Fiorina att hon kandiderade till att bli presidentkandidat i presidentvalet 2016 för republikanerna. Hon var den enda kvinnan nominerad som kandidat under det republikanernas primärval 2016. Den 9 februari 2016 avslutade hon sin kampanj till följd av dåliga resultat i två primärval. Den 27 april 2016 meddelade kandidaten Ted Cruz att, om han blir republikanernas presidentkandidat, kommer Fiorina att vara hans vicepresidentkandidat. I maj 2016 meddelade Cruz att han hoppar av sin kandidatur, till följd av primärvalsförluster mot Donald Trump.